# Баранело
Баранело (итал. Baranello) је насеље у Италији у округу Кампобасо, региону Молизе.
Према процени из 2011. у насељу је живело 684 становника. Насеље се налази на надморској висини од 619 м.

## Становништво
Према резултатима пописа становништва 2011. у општини је живело 2.732 становника.
| 1931. | 1936. | 1951. | 1961. | 1971. | 1981. | 1991. | 2001. | 2011. |
| ----- | ----- | ----- | ----- | ----- | ----- | ----- | ----- | ----- |
| 4.316 | 4.266 | 4.360 | 3.635 | 3.064 | 3.041 | 2.790 | 2.653 | 2.732 |